# 松江市
松江市（日语：／ Matsue shi */?）是一個位於日本島根縣東部（出雲地方）宍道湖沿岸的城市，也是島根縣廳的所在地。松江市區的中心部分位於連接宍道湖和中海的大橋川兩側。北岸的市區被稱為橋北，開發歷史較早。南岸的橋南則是新市區。兩者之間有四座大橋相連。由於松江市本就地處水岸，並且松江城的護城河系統大多得到保存，使得松江市有「水都」之稱。加上市區的眾多傳統建築和靠近出雲大社的地理位置，令松江市成為山陰地方的觀光熱點。松江市也是山陰人口最多的城市，和鳥取縣的米子市共同構成中海、宍道湖經濟圈的主要區域。松江市在2012年成為特例市，2018年升格為中核市。

## 地理

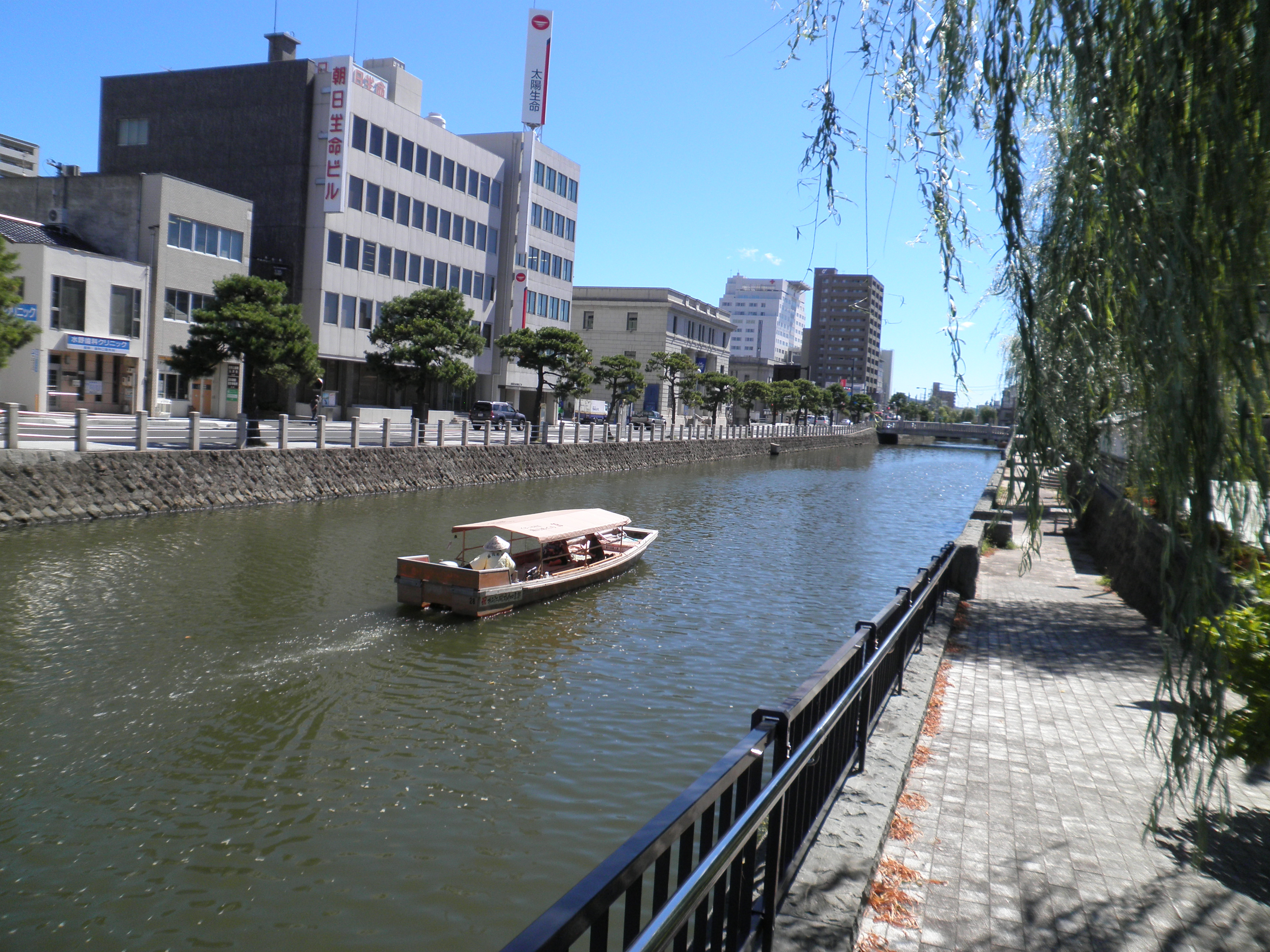
松江因其多水的地形而有「水都」之稱

松江市位於島根縣的東北部，面積530.21平方公里，在日本都道府縣廳所在地城市中排名第19位。島根縣地形多山，但松江市大部分地區位於山陰地方最大平原之一的出雲平原之上。松江市轄內有宍道湖和中海兩個潟湖，兩湖中間有大橋川連接。宍道湖和中海分別是日本第七和第五大湖，兩湖及其形成的天然濕地有著豐富的生態環境，被列入濕地公約加以保護。
松江市區位於宍道湖東岸的大橋川兩側。大橋川北側的橋北地區的歷史起源於江戶時代的城下町，松江城即位於這一地區，保留有較多歷史遺產，是松江市的舊市區。大橋川南側的橋南地區在江戶時代是寺廟集中的寺町，規模在江戶時代相對橋北較小，亦曾扮演防衛據點的角色:104。現在橋南地區擁有松江車站，是松江的交通及商業中心，和橋北共同構成了松江市的核心部分。兩者之間自西向東有宍道湖大橋、松江大橋、松江新大橋和國引大橋四座橋樑連接。市區以東的大橋川上還有結緣大橋（縁結び大橋）和中海大橋。

### 氣候
松江市属于柯本气候分类法下的副热带湿润气候，当地夏季炎熱，冬季凉爽。迄今松江的氣溫最高極值是38.5℃，最低極值是−8.7℃。在日本，松江则被归类为属于日本海側氣候區。但因松江偏南的地理位置，使這裡的氣候融合了冬季多降水的北陸地方和夏季多降水的九州兩者的氣候特點，全年降水較為充沛，在6月至7月的梅雨時節和9月的秋霖期間尤為明顯。松江市的全年降水日數在近畿地方以西地區的觀測點中排名第三，僅次於名瀨和鳥取。年平均濕度也在日本全國排名第五:169。松江市的年平均降雪量为89（35英寸），少于同为山阴地区的鸟取市的214（84英寸），並不屬於豪雪地帶。松江市过去最大积雪深度是1971年2月4日的100（39英寸）。
| 松江市（1981-2010）       | 松江市（1981-2010） | 松江市（1981-2010） | 松江市（1981-2010） | 松江市（1981-2010） | 松江市（1981-2010） | 松江市（1981-2010） | 松江市（1981-2010） | 松江市（1981-2010） | 松江市（1981-2010） | 松江市（1981-2010） | 松江市（1981-2010） | 松江市（1981-2010） | 松江市（1981-2010） |
| 月份                      | 1月                 | 2月                 | 3月                 | 4月                 | 5月                 | 6月                 | 7月                 | 8月                 | 9月                 | 10月                | 11月                | 12月                | 全年                |
| ------------------------- | ------------------- | ------------------- | ------------------- | ------------------- | ------------------- | ------------------- | ------------------- | ------------------- | ------------------- | ------------------- | ------------------- | ------------------- | ------------------- |
| 历史最高温 °C（°F）       | 20.6 (69.1)         | 24.7 (76.5)         | 26.4 (79.5)         | 30.7 (87.3)         | 32.4 (90.3)         | 34.4 (93.9)         | 37.1 (98.8)         | 38.5 (101.3)        | 36.1 (97.0)         | 32.1 (89.8)         | 26.8 (80.2)         | 23.2 (73.8)         | 38.5 (101.3)        |
| 平均高温 °C（°F）         | 8.0 (46.4)          | 8.9 (48.0)          | 12.6 (54.7)         | 18.5 (65.3)         | 22.7 (72.9)         | 25.9 (78.6)         | 29.3 (84.7)         | 31.3 (88.3)         | 26.8 (80.2)         | 21.7 (71.1)         | 16.2 (61.2)         | 11.0 (51.8)         | 19.4 (66.9)         |
| 平均低温 °C（°F）         | 1.1 (34.0)          | 1.0 (33.8)          | 3.2 (37.8)          | 8.0 (46.4)          | 13.0 (55.4)         | 17.8 (64.0)         | 22.3 (72.1)         | 23.4 (74.1)         | 19.2 (66.6)         | 12.7 (54.9)         | 7.6 (45.7)          | 3.4 (38.1)          | 11.1 (52.0)         |
| 历史最低温 °C（°F）       | −6.9 (19.6)         | −8.7 (16.3)         | −4.7 (23.5)         | −2.1 (28.2)         | 2.4 (36.3)          | 7.8 (46.0)          | 12.9 (55.2)         | 15.3 (59.5)         | 7.9 (46.2)          | 1.6 (34.9)          | −2.4 (27.7)         | −7.5 (18.5)         | −8.7 (16.3)         |
| 平均降水量 mm（）         | 147.2 (5.80)        | 121.9 (4.80)        | 132.6 (5.22)        | 109.4 (4.31)        | 134.6 (5.30)        | 189.8 (7.47)        | 252.4 (9.94)        | 113.7 (4.48)        | 197.9 (7.79)        | 119.5 (4.70)        | 130.6 (5.14)        | 137.6 (5.42)        | 1,787.2 (70.36)     |
| 平均降雪量 cm（）         | 37 (15)             | 28 (11)             | 8 (3.1)             | 0 (0)               | 0 (0)               | 0 (0)               | 0 (0)               | 0 (0)               | 0 (0)               | 0 (0)               | 0 (0)               | 16 (6.3)            | 89 (35)             |
| 平均降水天数（≥ 0.5 mm）  | 21.2                | 17.9                | 15.8                | 11.7                | 11.3                | 12.1                | 13.1                | 10.1                | 12.9                | 11.9                | 15.0                | 18.7                | 171.7               |
| 平均降雪天数              | 14.9                | 12.0                | 4.7                 | 0.3                 | 0                   | 0                   | 0                   | 0                   | 0                   | 0                   | 0.7                 | 6.8                 | 39.4                |
| 平均相對濕度（％）        | 75                  | 74                  | 72                  | 70                  | 72                  | 78                  | 81                  | 77                  | 79                  | 76                  | 76                  | 75                  | 75                  |
| 月均日照時數              | 68.2                | 84.7                | 132.8               | 180.6               | 202.2               | 161.3               | 166.7               | 202.1               | 142.9               | 158.0               | 112.7               | 84.0                | 1,696.2             |
| 来源1：日本气象厅         |                     |                     |                     |                     |                     |                     |                     |                     |                     |                     |                     |                     |                     |
| 来源2：日本气象厅（记录） |                     |                     |                     |                     |                     |                     |                     |                     |                     |                     |                     |                     |                     |

## 人口
2017年2月28日時，松江市有人口204,090人。松江市在戰前人口數約有12萬人，戰後至1950年代中期一度快速增加，此後人口增長一度停滯，到1970年代之後恢復增長。2000年時，松江市人口達到211,564人的峰值，此後人口轉入減少。和日本其他地區相同，松江市亦面臨嚴峻的老齡少子化及人口減少的問題，但松江市的出生率略高於日本平均水準。松江市雖有來自島根縣內其它地區的人口流入，但本身也是人口流出地區導致人口呈現社會減少。現在松江市正希望通過提高出生率和改善經濟增加僱傭來提高人口的自然增長並吸引外地人口移居，降低人口減少的速度。
| 松江市人口分布圖 |                                               |  |
| 松江市與日本全國年齡別人口分布比較圖 （2005年資料） | 松江市的年齡、男女別人口分布圖 （2005年資料） |  |
| ■紫色是松江市 ■綠色是全国 | ■藍色是男性 ■紅色是女性                       |  |
| 松江市人口變化 \| 1970年 \| 175,399人 \| \| \| 1975年 \| 184,157人 \| \| \| 1980年 \| 194,173人 \| \| \| 1985年 \| 201,026人 \| \| \| 1990年 \| 203,298人 \| \| \| 1995年 \| 206,718人 \| \| \| 2000年 \| 211,564人 \| \| \| 2005年 \| 210,796人 \| \| \| 2010年 \| 208,613人 \| \| \| 2015年 \| 206,230人 \| \| \| 2020年 \| 203,616人 \| \| |                                               |  |
| 資料來源：日本總務省統計中心提供之人口普查數據 |                                               |  |
| 1970年 | 175,399人                                     |  |
| 1975年 | 184,157人                                     |  |
| 1980年 | 194,173人                                     |  |
| 1985年 | 201,026人                                     |  |
| 1990年 | 203,298人                                     |  |
| 1995年 | 206,718人                                     |  |
| 2000年 | 211,564人                                     |  |
| 2005年 | 210,796人                                     |  |
| 2010年 | 208,613人                                     |  |
| 2015年 | 206,230人                                     |  |
| 2020年 | 203,616人                                     |  |

## 歷史

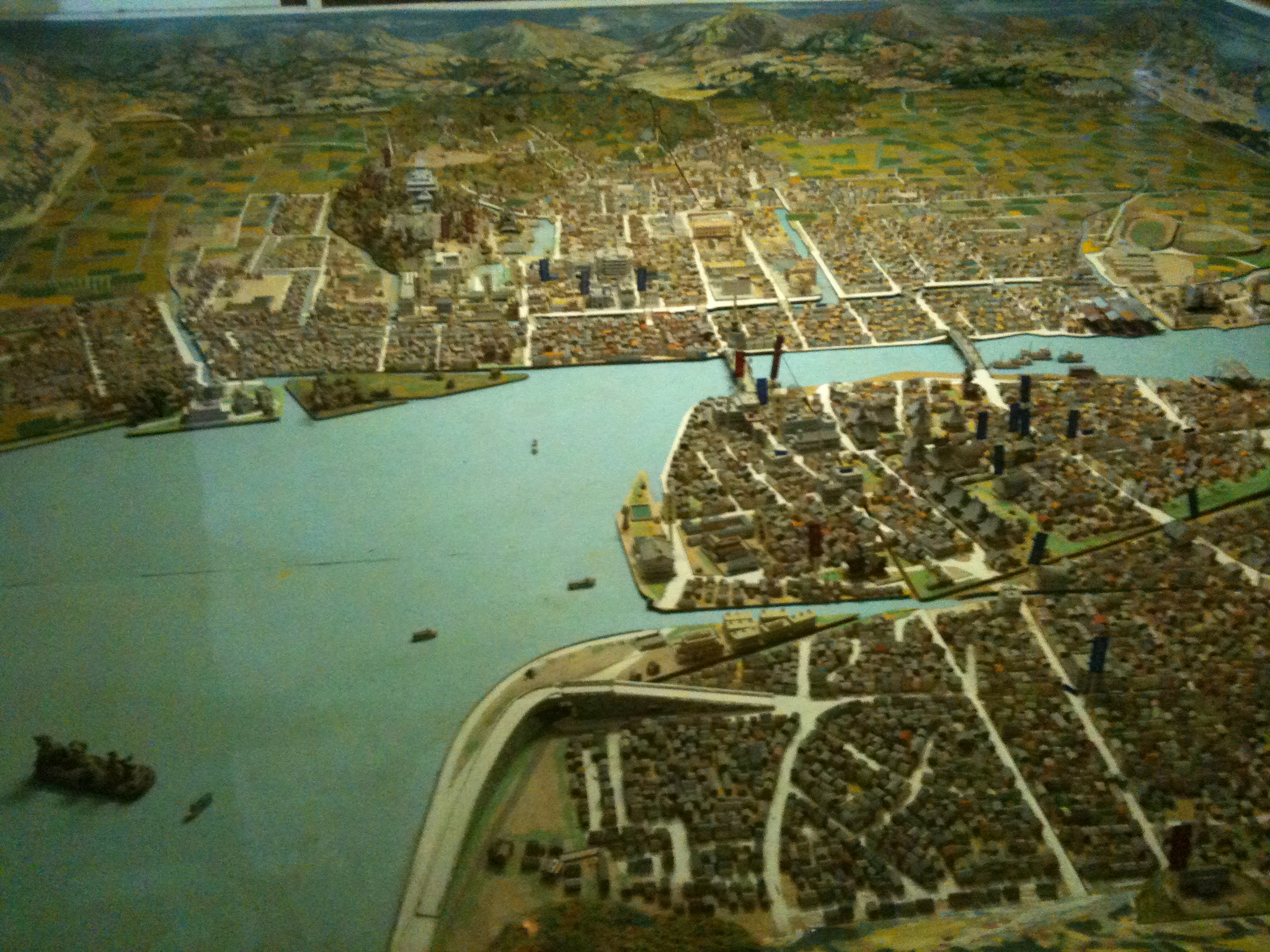
江戶時代的松江城和松江城下町模型

松江市所在的出雲地區是日本文明較早開始發展的地區，而松江市本身也有著悠久的歷史。松江市南郊的意宇平野一帶分佈有眾多古墳，其中山代二子塚是出雲地方最大的前方後方墳。在意宇平野還發現了出雲國府和出雲國分寺的遺跡，顯示意宇平野自彌生時代至奈良時代是出雲國的核心地區。在松江市區北部的中海·宍道湖一帶也發現了西川津遺跡等彌生時代的遺跡。
鎌倉幕府成立之後，佐佐木義清被任命為出雲國守護，治理包括松江市在內的出雲國。此後山名氏和京極氏先後統治出雲地方。應仁之亂之後，京極氏的守護代尼子經久勢力擴大。14世紀初期時，尼子經久已控制包括松江在內的出雲國全境。經久之孫尼子晴久更在14世紀中期時將尼子氏的勢力擴大的山陰大部分地區和山陽的部分地區。然而在此之後，尼子氏和毛利氏發生衝突並被毛利氏吞併，山陰地方的大部分地區進入毛利氏支配之下。
1600年（慶長5年），江戶幕府任命堀尾吉晴出任出雲和隱岐的領主。堀尾吉晴最初入駐曾是尼子氏本駐的月山富田城。然而由於月山富田城是一座山城，生活及交通不便，堀尾吉晴決定將據點搬遷到平地的松江城並在1611年（慶長16年）竣工。堀尾吉晴治理時期不僅修築了松江城，還利用中海和宍道湖之間的大橋川為天然護城河，並確立了松江城下町的城市格局，開啟了松江城下町的歷史。堀尾氏在堀尾吉晴之後只維持了3代就家系斷絕。1634年（寬永11年），京極忠高被轉封為松江藩主，但京極氏統治時期也只維持3年就告斷絕。
此後越前松平家的松平直政被任命為松江藩主。松平家擔任松江的統治者直到明治維新。在松平家的歷代藩主中，以第七代藩主，別號「不昧公」的茶道家松平治鄉最為著名。1871年廢藩置縣之後，松江藩在同年7月改為松江縣，並在11月和廣瀬縣、母里縣及隱岐地方合併為島根縣，松江也進入了新的時代。1889年，松江實施市制，松江市正式誕生。

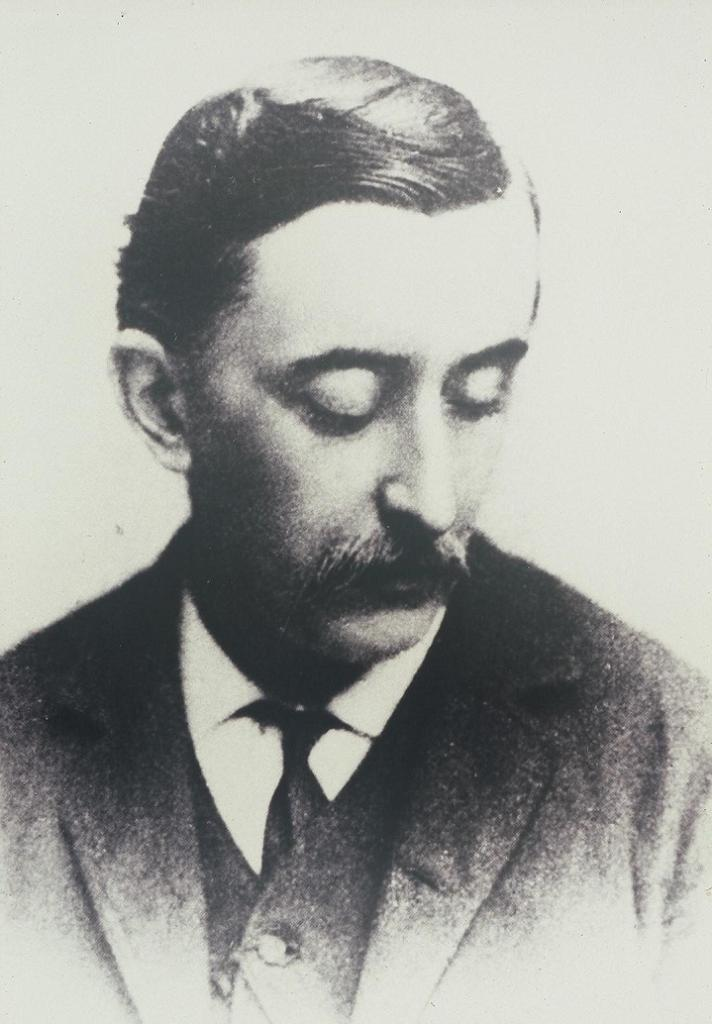
松江是小泉八雲在日本生活的首個城市

也是在明治維新時期，英國作家派屈克·拉夫卡迪奧·赫恩（後入籍日本並改名小泉八雲）在1890年來到松江並擔任英語教師，他雖然在松江生活的時間只有一年三個月，卻在松江和他之後的妻子相識，在松江的生活也對他之後的創作有重大影響。
1912年山陰本線通車和1914年松江新大橋的開通標誌松江進入近代化的新階段。在第二次世界大戰期間，松江市未曾遭到空襲，使得松江得以保留江戶時代的城市景觀，成為日後松江重要的觀光資源。但另一方面，為防止在空襲之後建築延燒導致火災發生的情況出現，亦有部分建築為被拆除，其留下的空地之後被用來擴寬道路。日本投降之後，松江曾發生松江騷擾事件，島根縣廳在此事件中一度被燒毀。
戰後的松江市迎來了新的發展時期。除了戰前的纖維工業之外，機械工業在松江市經濟中所佔比重也明顯提高，1966年松下電器在松江設廠即為例證。1964年，松江市所在的中海地區被指定為新產業都市，顯示松江在日本海沿岸地區的國土開發中佔據重要地位。1960年代至1980年代是松江的大規模都市開發時期:176。但與此同時，經濟高速發展時期的一些計劃（如宍道湖和中海的围垦工程・淡水化計劃）也帶來了環境問題等負面影響。2001年，山陰自動車道的開通和山陰本線高速化標誌著松江與外界的交通進一步改善。然而另一方面，松江市也和日本其他眾多地方都市同樣面臨市中心空洞化等問題:177。

## 政治
松江市和島根縣東部的安來市、雲南市中舊大原郡區域、出雲市中舊平田市區域、奧出雲町，隱岐群島的海士町、西之島町、知夫村、隱岐之島町劃入日本眾議院選區中的島根縣第1區。該選舉區長期由細田家經營，是自由民主黨極為強勢的保守王國。自小選舉區制導入以來，自民黨的細田博之連續當選該選區的眾議院議員從未失手，直至2024年由立憲民主黨的龜井亞紀子在補選中獲勝。。松江市的現任市長是松浦正敬。他在2000年首次當選松江市市長，此後已經四次連任成功。松江市議會共有市議員34人。島根縣議會中松江市選舉區則有11名議員。

## 經濟

### 農業
松江市面積中約10%是農地，大多位於市域平原地區中的郊外部分。2005年時，松江市總農家數有5,486戶，呈減少趨勢，且農業人口老齡化情況嚴重。松江市的農業生產額約佔島根縣全縣的約一成，最主要的農產品是稻米。松江農業呈現出都市近郊型農業的特點，稻米之外的主要產品多是直接面向市區生產的蔬菜和花卉等農產品。松江市的主要農特產則有西條柿、牡丹等產品。

### 工業

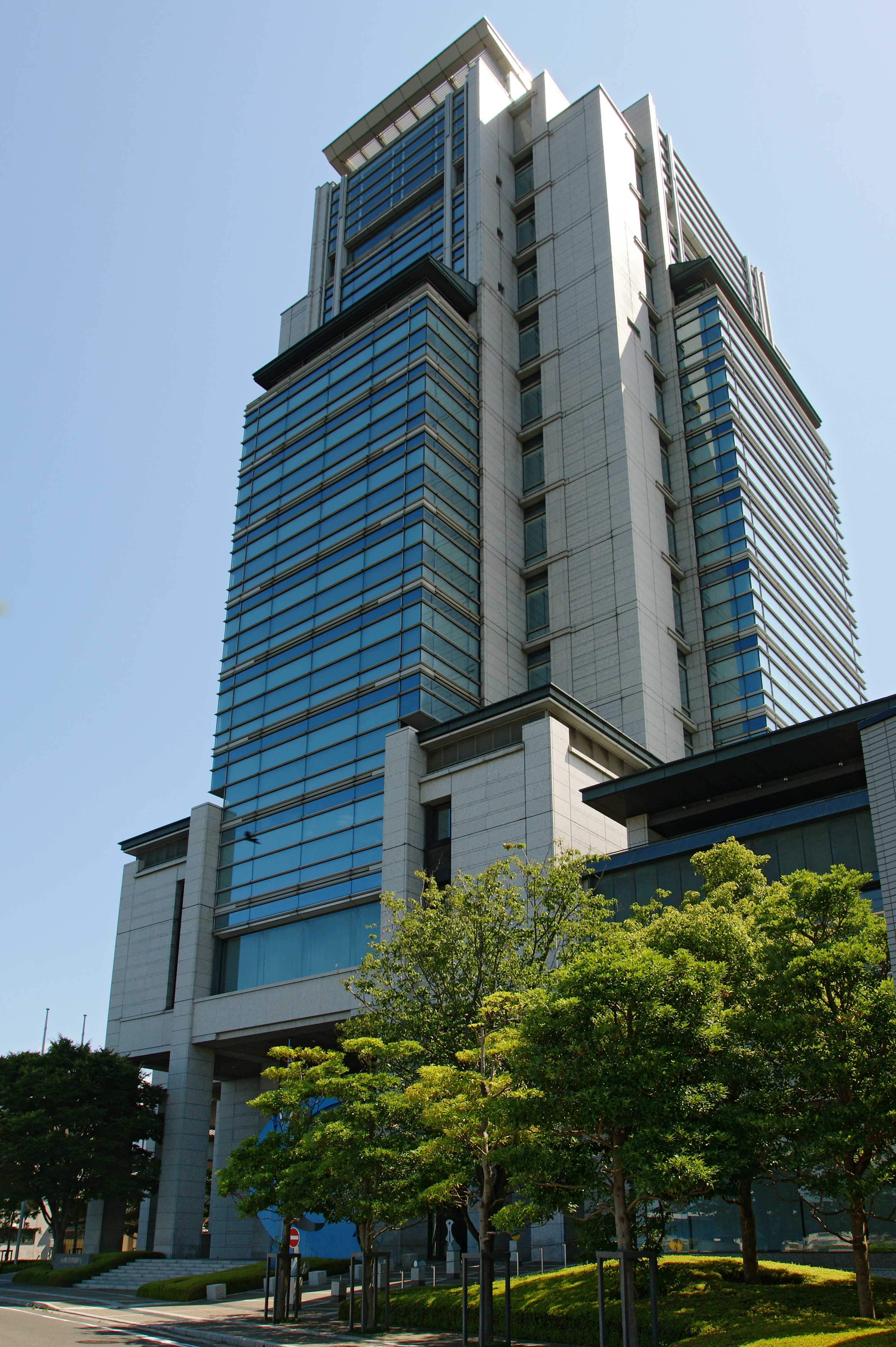
山陰合同銀行總部大樓。也是山陰地方最高的建築

松江市屬於消費型都市，加上松江多水的地形使得松江缺乏可用來建廠的大片土地，工業並不甚發達。雖然如此，松江市在1960年代和鳥取縣米子市、境港市及島根縣安來市等地一併指定為中海新產業都市，積極招商引資。1960年代之後，松江市新開闢工業園並修建水庫確保工業用水，吸引企業在松江市設廠，使得松江市的工業有一定程度發展。但和鄰近的米子市等地相比，松江郊外的工業企業多為原本位於市區的企業將工廠搬遷至郊外，因此工業生產總量的增長並不突出:169。2010年時，松江市工業就業者人口有20,795人，佔全體就業人口的約兩成。2012年松江市的製造品出產金額數是1169億日元，在島根縣內排名第三，顯示和附近地區相比，松江市的工業並不具有突出地位。值得一提的是，中國電力的島根核能發電廠位於松江市內，使得松江是日本唯一一個境內有核能發電廠的縣廳所在地城市。 

### 服務業
松江市的消費城市和行政城市色彩強烈，是一座以服務業為主的城市。由於松江市位於山陰地方的中部，地理位置適合管轄山陰全境的業務，因此許多企業都將其山陰地方的分公司設在松江市或米子市。總部位於松江市的銀行有山陰合同銀行和島根銀行。其中山陰合同銀行的業務覆蓋島根、鳥取兩縣各地，是山陰地方最大的銀行。島根銀行雖然以島根縣為主要服務地區，但在鳥取縣也有分行。松江市和其附近地區形成了以松江市為中心的商圈。但由於鄰近的米子市位於交通節點，商業集積度較高。加上西側的出雲市也有不少大型店鋪，使得以松江市為中心的商圈規模有限。1990年代以後更由於市中心空洞化的進展，松江市中心出現大型商業設施關門的嚴峻情況:179。現在松江市內唯一的百貨公司是一畑百貨店，此外市中心還有永旺松江購物中心等商業設施。松江市擁有豐富的觀光資源，旅遊業也在松江經濟中佔據重要地位。1951年，松江市被指定為國際觀光文化都市，是日本繼京都市、奈良市之後的第三個國際觀光文化都市。2015年，有超過1000萬人來自日本國內外的遊客在松江觀光，在山陰地方居於前列。近年島根縣政府在松江市的島根大學附近地區設立松江軟體商務園，信息技術產業正成為松江新的產業發展重點。

## 交通

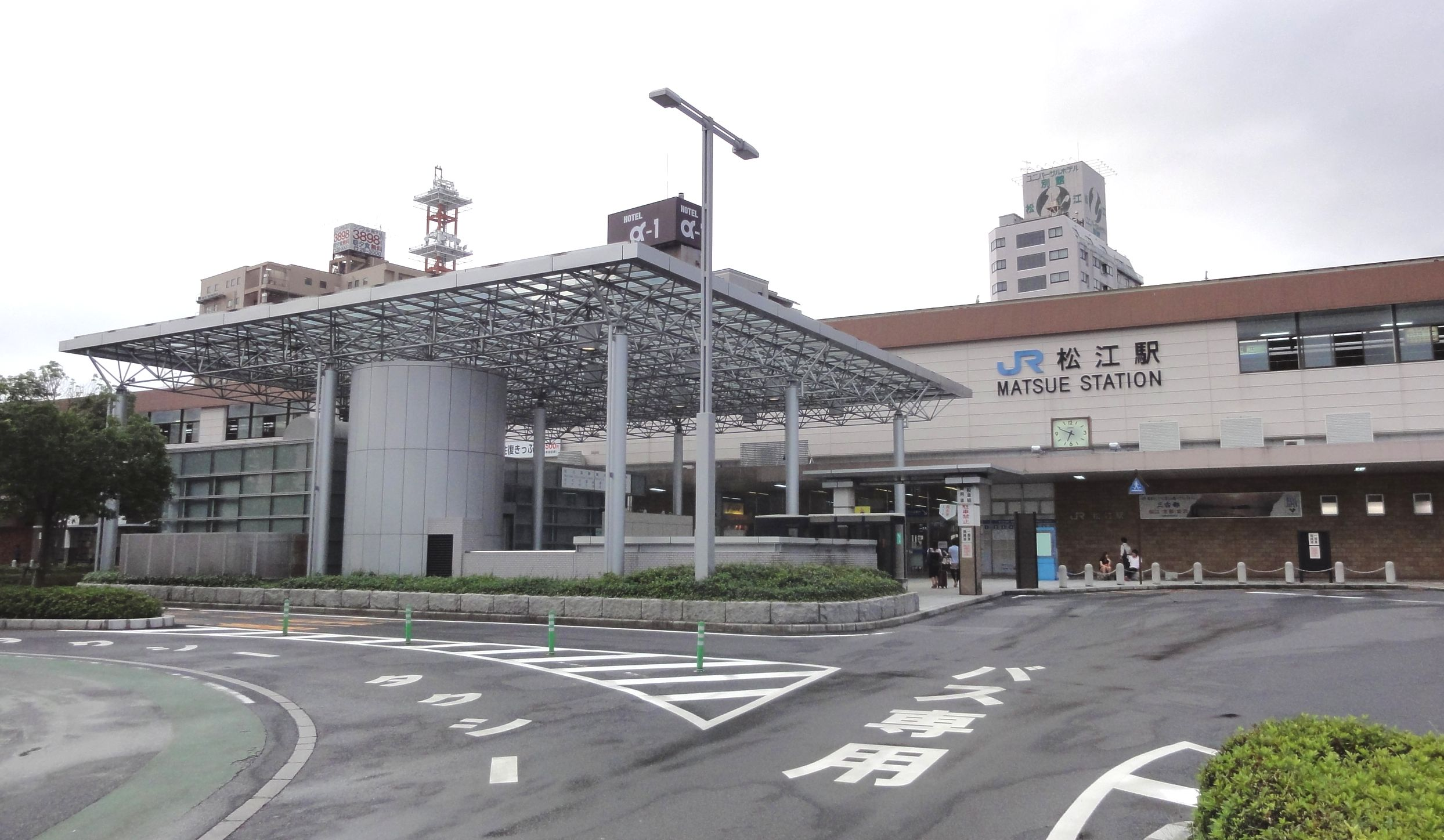
松江車站

松江市內有木次線和山陰本線兩條西日本旅客鐵道（JR西日本）的鐵路路線。松江車站則是松江市的鐵路交通中心，2014年度平均乘客數有4468人。在松江車站停靠的特急列車包括超級松風號列車、超級隱岐號列車、超級八雲號列車、出雲號列車。此外松江車站亦運行有開往山陰各地的普通及快速列車。總部位於出雲市的一畑電車的北松江線部分路段途徑松江市，是松江唯一的私鐵路線。途徑松江市的高速公路有山陰自動車道和松江自動車道。2015年松江自動車道開通之後，松江和廣島之間的交通大幅改善。一畑巴士等公司運行有自松江前往東京、名古屋、京阪神、岡山、廣島、福岡等地的高速長途巴士。松江市內並沒有機場，距松江市最近的機場是米子機場和出雲機場。松江站前有前往這兩個機場的巴士。松江市的七類港有前往隱岐群島的渡船。松江市域中部大橋川水上有松江港，主要用作運送工業用品和停泊觀光船。

## 教育文化

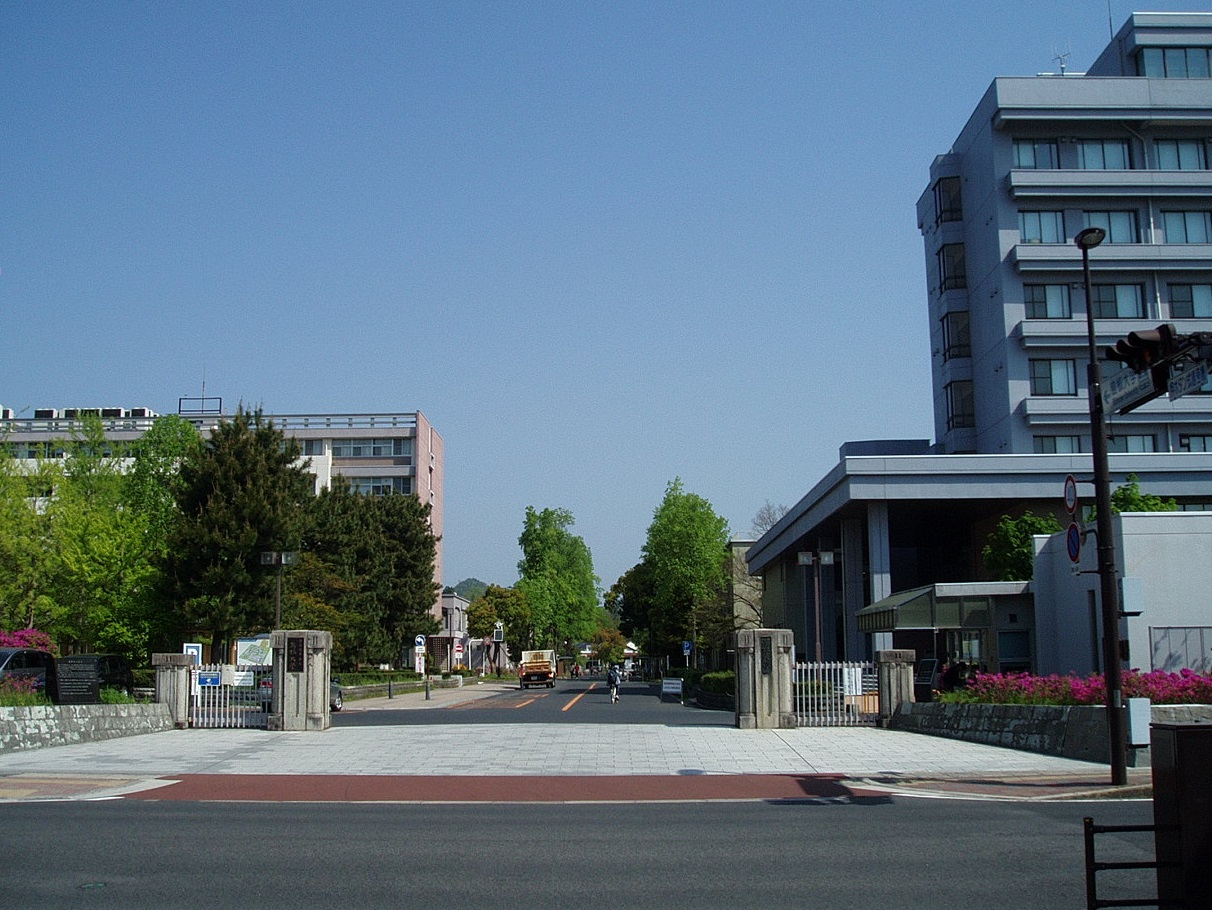
島根大學

松江市地處日本文化的起源地之一的出雲地方，擁有豐富的歷史文化傳統。每12年舉行一次的宝来遠弥是日本三大船神事之一。除此之外松江主要的節慶活動還有松江武者行列、松江水鄉祭等。松江市使用的日本語方言是出雲方言，發音和東北地方的有類似之處（不分），這也被認為是出雲地方自古就和其他日本海沿岸地區有密切交流的證據。江戶時代的第七代松江藩主松平治鄉是著名的茶道家，他在治理松江期間發明了眾多茶點，豐富了松江的飲食文化，使得松江和京都、金澤並稱為日本三大菓子處。總部設在松江的媒體有山陰中央新報、山陰中央電視台、FM山陰、NHK松江放送局，其中前三者的服務範圍覆蓋山陰兩縣。島根大學是島根縣內的最高學府，除了醫學院之外各學院均設在松江，也是松江市內唯一大學。此外島根縣立大學短期大學部亦位於松江市。松江市內的主要文化設施有島根縣立美術館、島根縣立圖書館、設有圖書館和表演廳的松江市綜合文化中心等。

## 觀光資源

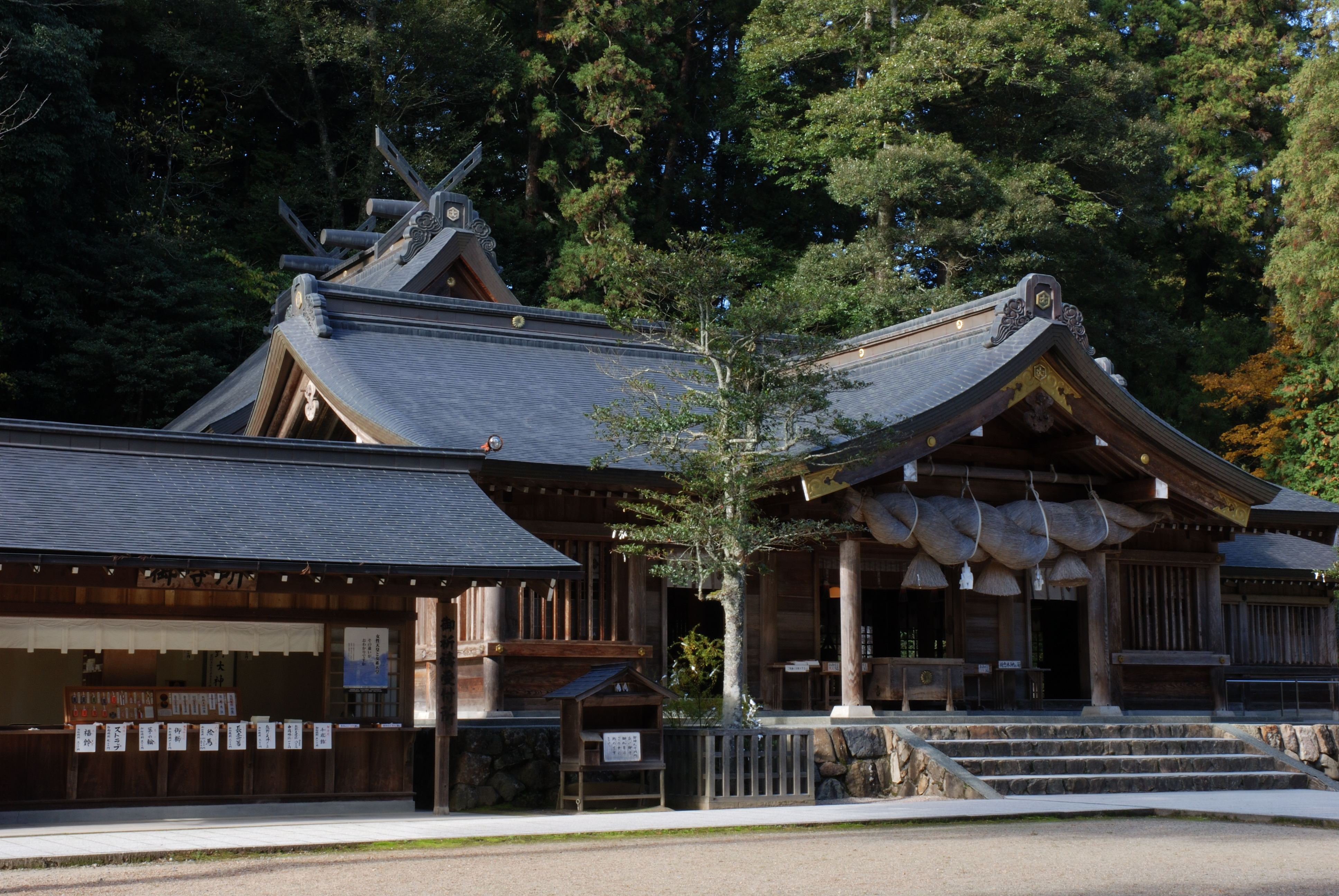
熊野大社

松江市有不少人文觀光資源，加上鄰近日本最著名神社之一的出雲大社，使得松江市成為山陰地方前列的觀光都市。松江城及城下町風景是松江市最具代表性的景觀。松江城修建於1607年至1611年，可以說松江城的修建就是松江歷史的開始。明治維新時期，松江城被賣給民間，部分建築被拆除，並且本和日本的眾多城堡一樣面臨天守甚至都將被拆除的窘境。當地有志人士無法坐視這一情況發生，集資買下天守，使得松江城天守得以倖存，成為山陰地方唯一，日本全國12座現存天守之一。2015年，松江城天守被指定為日本國寶，是第五座被列入國寶的天守，可見松江城天守極高的價值。松江城北側鹽見繩手的武家屋敷、護城河和松江城天守相得益彰，共同構成了松江獨特的水城景觀。現在松江的武家武敷被指定為文化財加以保護，鹽見繩手地區則被指定為松江市傳統美觀保存地區，令江戶時代城下町的氣氛保存至今。松江城的護城河上開行有遊覽船，遊客可在船上飽覽松江風景。小泉八雲使得松江成為外國人了解日本文化的窗口城市之一。現在不僅小泉八雲故居仍然保存完好，松江市更開設小泉八雲紀念館收藏展示與小泉八雲有關的歷史資料。松江市內還擁有諸多頗負盛名的神社，如位於松江城內的松江神社、以姻緣著稱的八重垣神社、本殿被列入日本國寶的神魂神社、出雲國一之宮的熊野大社、美保神社等。
松江市不僅人文觀光資源豐富，自然觀光資源亦十分充沛。宍道湖和中海是日本最大的汽水水域，水產資源亦別具特色，出產以鰻魚等食材為代表的「宍道湖七珍」和以黃鰭刺鰕虎魚等食材為代表的「中海七珍」。中海內大根島上的由志園是島根縣內頗為著名的日本庭園。宍道湖還是觀賞夕陽的聖地。松江市溫泉資源豐沛，其中以玉造溫泉和宍道湖溫泉最為著名。玉造溫泉位於松江市區南部，在《出雲國風土記》中就有記載，歷史極為悠久，泉質含有多種礦物質，被認為有美肌效果。宍道湖溫泉地處宍道湖北岸，湧出量豐富且同樣具有多種療效，因其便利的交通而成為松江市民和觀光客的休閒名所。

## 姊妹、友好城市

### 日本姊妹城市
| 城市   | 都道府縣 | 締結日期      | 對象       |
| ------ | -------- | ------------- | ---------- |
| 寶塚市 | 兵庫縣   | 1967年8月1日  | /          |
| 珠洲市 | 石川縣   | 1988年3月30日 | 舊美保關町 |
| 尾道市 | 廣島縣   | 2012年2月5日  | /          |
| 大口町 | 愛知縣   | 2015年8月29日 | /          |

### 海外友好城市
| 國家           | 城市                     | 締結日期       |
| -------------- | ------------------------ | -------------- |
| 美国           | 新奧爾良（路易西安那州） | 1994年3月26日  |
| 中华人民共和国 | 吉林市（吉林省）         | 1999年11月9日  |
|                | 晉州市（慶尚南道）       | 1999年11月10日 |
| 中华人民共和国 | 杭州市（浙江省）         | 2003年10月17日 |
| 中华人民共和国 | 銀川市（寧夏回族自治區） | 2004年9月24日  |

此外，由於小說家小泉八雲成長於愛爾蘭，因此松江市持續與愛爾蘭進行文化交流。

## 外部連結
- （繁體中文） 松江市官方網頁
- （简体中文） 松江市官方網頁
- （日語） 松江觀光網頁 （页面存档备份，存于）
- （日語） 松江市國際交流協會 （页面存档备份，存于）
- （繁體中文） 松江市官方臉書網頁 （页面存档备份，存于）